# Diário Mercantil (Juiz de Fora)

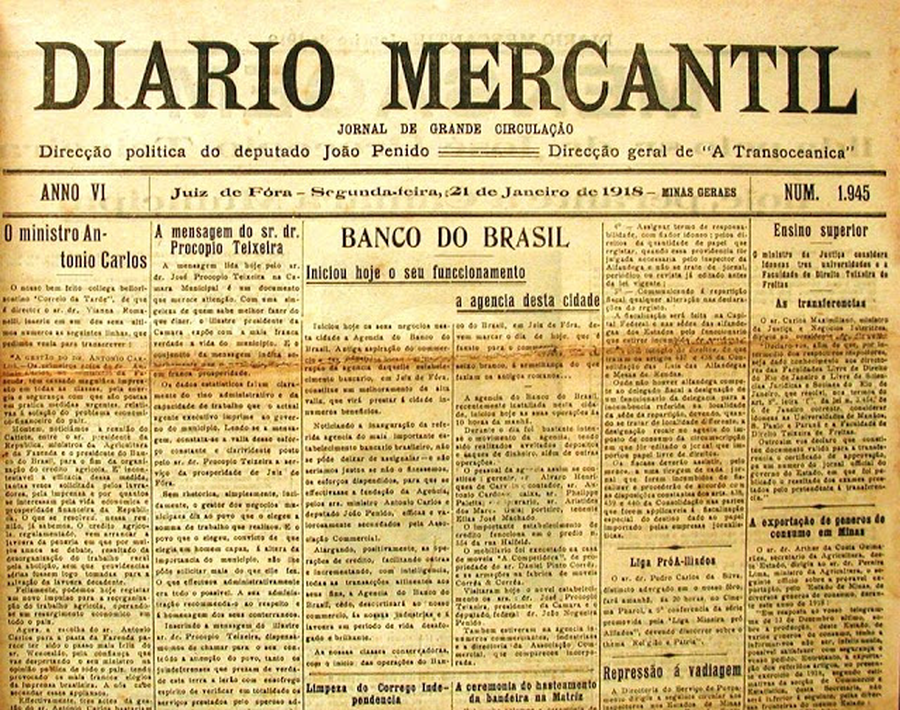
Parte da primeira página da edição de 21/1/1918.

O Diário Mercantil foi um jornal brasileiro, editado na cidade mineira de Juiz de Fora. 
O periódico circulou no começo do século XX, a partir do ano de 1912.